# إدوين آرثر كرافت
إدوين آرثر كرافت (بالإنجليزية: Edwin Arthur Kraft)‏ هو معلم موسيقى وملحن أمريكي، ولد في 8 يناير 1883 في نيو هيفن في الولايات المتحدة، وتوفي في 15 يوليو 1962 في كليفلاند في الولايات المتحدة.